# بخش کبگیان
بخش کبگیان یکی از بخش‌های شهرستان بویراحمد در استان کهگیلویه و بویراحمد ایران است.مرکز این بخش، شهر چیتاب است.
این بخش در تاریخ ۲۰ مرداد ۱۳۸۹ از شهرستان دنا جدا گردید و به شهرستان بویراحمد پیوست.

## تقسیمات کشوری
- بخش کبگیان
  - دهستان کبگیان
  - دهستان چنار

شهر: چیتاب

## روستاها
روستاهای بخش کبگیان:
- - دهستان چنار

بادهواچنار
باغ تیلکوچنار
بن‌دره
بونه‌ریزک چنار
جونک محمدحسن
دم‌چنار هادی‌آباد
دره‌گرم چنار
زنگوای علیا
سرچنار
سرقنات چیتاب
سرقنات قبادچنار
سرمست
شولکش زنگوا
کبگیون
گندم‌کش چیتاب
میان‌چنار مذکور
پس‌گچ چنار
چشمه‌دزدک سفلی
چشمه‌دزدک علیا
چشمه‌ریزک موگر بلهدان
دم‌تنگ شهیددلی بجک
دم‌چنار عزیزی
سالارآباد چنار
شهیددلی بجک
علی کرمی علیا
برآفتاب علی‌کرمی
کرکرمرغی دلی بجک
موگر
سرکوه شهیددلی بجک
- - دهستان کبگیان

باوری
تنگ سهته
جوزار
چشمه به‌مله خمسیر
چشمه چنار مردخدا
چشمه‌سیب دلی خمسیر
چشمه‌قنات دلی خمسیر
چشمه‌وزگ دلی خمسیر
خرتر
دم‌تنگ باوری
دره گودرزی
سی لارستان جوزار
شهدادلی خمسیر
کرکرزار
کلگه جلیل
له درازدلی خمسیر
مردخدا
میرغضب
نادرآباد نقاره‌خانه
ولی‌آباد دلی خمسیر
بلوط‌کارون
چال‌دال
نظرآباد
چیتاب
گاوخوس چیتاب
میرمقیمی چیتاب
وغمی
خهکی چیتاب
آب‌زالو سفلی نقاره‌خانه
آب‌زالو وسطی نقاره‌خانه
آب‌زالو علیا نقاره‌خانه
آب‌گرمک سفلی نقاره‌خانه
آب‌گرمک علیا نقاره‌خانه
آب‌گرمک وسطی نقاره‌خانه
بهزادی نقاره‌خانه
رهمالی
صالحان
ماهورسبز نقاره‌خانه
نقاره‌خانه
بطاری
دروهان نقاره‌خانه
ساران
گردوه
لیرو گردوه
لیشکان
محمدآباد صالحان

## جمعیت
براساس سرشماری عمومی نفوس و مسکن در سال ۱۳۹۵، جمعیت بخش کبگیان برابر با ۷،۷۴۱ نفر بوده‌است.